# Distrikt Gasabo
Der Distrikt Gasabo (Kinyarwanda Akarere ka Gasabo ⓘ) ist einer von drei Distrikten in der Hauptstadtprovinz Kigali von Ruanda.

## Geographie
Gasabo hat eine Gesamtfläche von 430,3 km² und unterteilt sich in 15 Sektoren, 73 Zellen und 485 Ortschaften. Die Sektoren sind Bumbogo, Gatsata, Gikomero, Gisozi, Jabana, Jali, Kacyiru, Kimihurura, Kimironko, Kinyinya, Ndera, Nduba, Remera, Rusororo und Rutunga.
Im Nordosten grenzt der Distrikt Gasabo an den Muhazi-Stausee. Durch den Westen des Distrikts fließt etwa von Norden nach Süden der Fluss Nyabugogo. Dieser verläuft außerhalb des Distrikts weiter nach Westen, wo er an der Grenze der Sektoren Kanyinya, Kigali und Runda in den Nyabarongo mündet, einen der längsten Quellflüsse des Nil. Am Nyabugogo liegt das 131 Hektar große Nyabugogo-Feuchtgebiet. Durch die zunehmende Entwaldung unter anderem am nahegelegenen Mont Jali, hat die Erosion und das Überschwemmungsrisiko im tiefergelegenen Sektor Gatsata am Nyabugogo zugenommen.

## Bevölkerung
Stand 2022 betrug die Einwohnerzahl 879.505. Der Bevölkerungstrend ist zunehmend.
|          |            | Fläche [km²] | 2002    | 2012    | 2022    |
| -------- | ---------- | ------------ | ------- | ------- | ------- |
| Distrikt | Gasabo     | 429,2        | 320.516 | 529.561 | 879.505 |
| Sektor   | Bumbogo    | 60,60        |         | 35.381  | 112.899 |
| Sektor   | Gatsata    | 6,022        |         | 37.110  | 46.262  |
| Sektor   | Gikomero   | 35,06        |         | 16.625  | 19.630  |
| Sektor   | Gisozi     | 8,304        |         | 44.003  | 75.611  |
| Sektor   | Jabana     | 36,38        |         | 33.577  | 63.862  |
| Sektor   | Jali       | 37,37        |         | 25.057  | 41.156  |
| Sektor   | Kacyiru    | 5,784        |         | 37.088  | 30.036  |
| Sektor   | Kimihurura | 5,072        |         | 21.672  | 16.425  |
| Sektor   | Kimironko  | 11,33        |         | 57.430  | 61.733  |
| Sektor   | Kinyinya   | 24,20        |         | 57.846  | 125.400 |
| Sektor   | Ndera      | 50,38        |         | 41.764  | 95.164  |
| Sektor   | Nduba      | 46,54        |         | 25.370  | 68.424  |
| Sektor   | Remera     | 7,267        |         | 43.279  | 38.648  |
| Sektor   | Rusororo   | 52,23        |         | 35.453  | 61.787  |
| Sektor   | Rutunga    | 42,71        |         | 17.906  | 22.468  |

## Parks und Friedhöfe

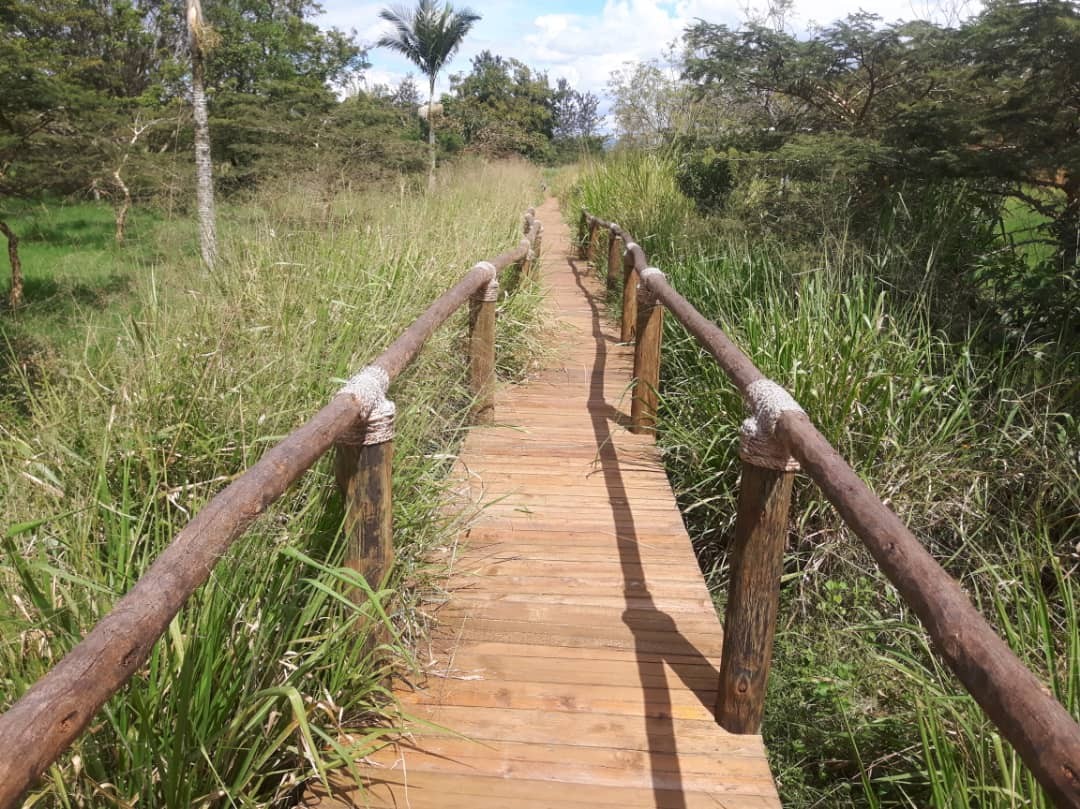
Ein Weg durch den Nyandungu Urban Wetland Eco-Tourism Park

2007 eröffnete im Sektor Kimihurura der Kimihurura Roundabout Park (ehemals Kigali Centenary Park). Im Süden des Distrikts befindet sich in Ndera und dem angrenzenden Sektor Nyarugunga des Distrikts Kicukiro der Nyandungu Urban Wetland Eco-Tourism Park.
Zu den Friedhöfen im Distrikt zählt der Friedhof Remera in Nyagatovu, der unter dem Namen Iwabo wa twese bekannt ist. Der Friedhof wurde 2011 wegen Überfüllung für weitere Begräbnisse geschlossen und stattdessen für den Distrikt in Rusororo ein Friedhof eröffnet. Dessen Kapazität von 13.200 auf 12 Hektar sollte Stand 2011 für 18 Jahre ausreichen.

## Kultur

### Gedenkstätten

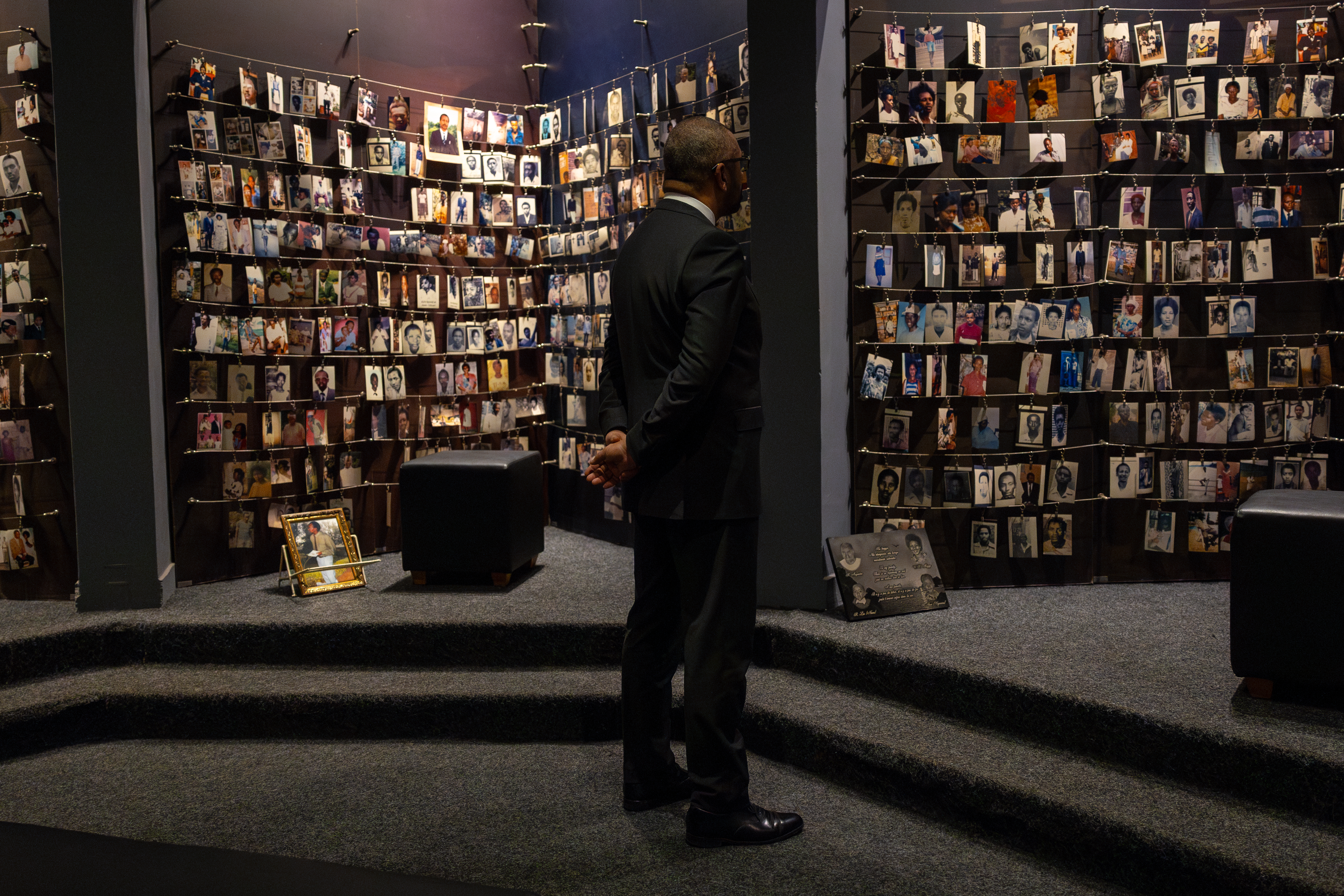
Fotos zum Gedenken der im Völkermord Getöteten im Kigali Genocide Memorial

Im Sektor Gisozi befindet sich das Kigali Genocide Memorial, eine Gedenkstätte an der über 250.000 Opfer des Völkermords in Ruanda bestattet wurden. 2023 wurde das Kigali Genocide Memorial gemeinsam mit drei weiteren Gedenkstätten unter der Bezeichnung Gedenkstätten des Völkermordes: Nyamata, Murambi, Gisozi und Bisesero in das UNESCO-Welterbe aufgenommen. Eine weitere Gedenkstätte ist das Ruhanga Genocide Memorial, das sich in Ruhanga im Sektor Rusororo auf dem Gelände einer ehemaligen anglikanischen Kirche befindet. Am 15. April 1994 wurden dort rund 25.000 Zuflucht suchende Tutsi durch Soldaten und Interahamwe getötet. Eine jährliche Gedenkfeier wird am Tag des Massakers abgehalten. In Kamukina im Sektor Kimihurura liegt zudem das Campaign Against Genocide Museum, eines der staatlichen Museen Ruandas. Es erinnert an den Kampf der Ruandischen Patriotischen Front/Armee (RPF/RPA) und insbesondere an das aus 600 Soldaten bestehende dritte Bataillon, das das Gebäude nach Ausbruch des Völkermords gegen eine in Zahlen deutliche Übermacht verteidigte. Die Geschehnisse sind auch Thema des Dokumentarfilms The 600: The Soldiers' Story. Auf dem Dach des Parlamentsgebäudes steht zudem ein Denkmal mit Soldaten an einer 12,7-mm-Flugabwehrkanone und weitere Denkmäler befinden sich im Außenbereich des Parlaments. Weitere Kriegsdenkmäler befinden sich zudem in Kagugu im Sektor Kinyinya.

### Kunst und Sport
Am Kongresszentrum in Kimihurura steht seit Dezember 2019 das Anti-Corruption Monument, eine zwölf Meter hohe Skulptur des irakischen Künstlers Ahmed Al-Bahrani in Form einer menschlichen Hand. Im Osten des Sektors Kacyiro befindet sich das Inema Arts Center.
Zu den Sportstätten im Distrikt zählen die Kigali Arena (seit 2022 offiziell BK Arena) und das Stade Amahoro, das vor allem für Leichtathletikwettbewerbe und Fußballspiele genutzt wird.

## Behörden, Bildung und Gesundheitswesen

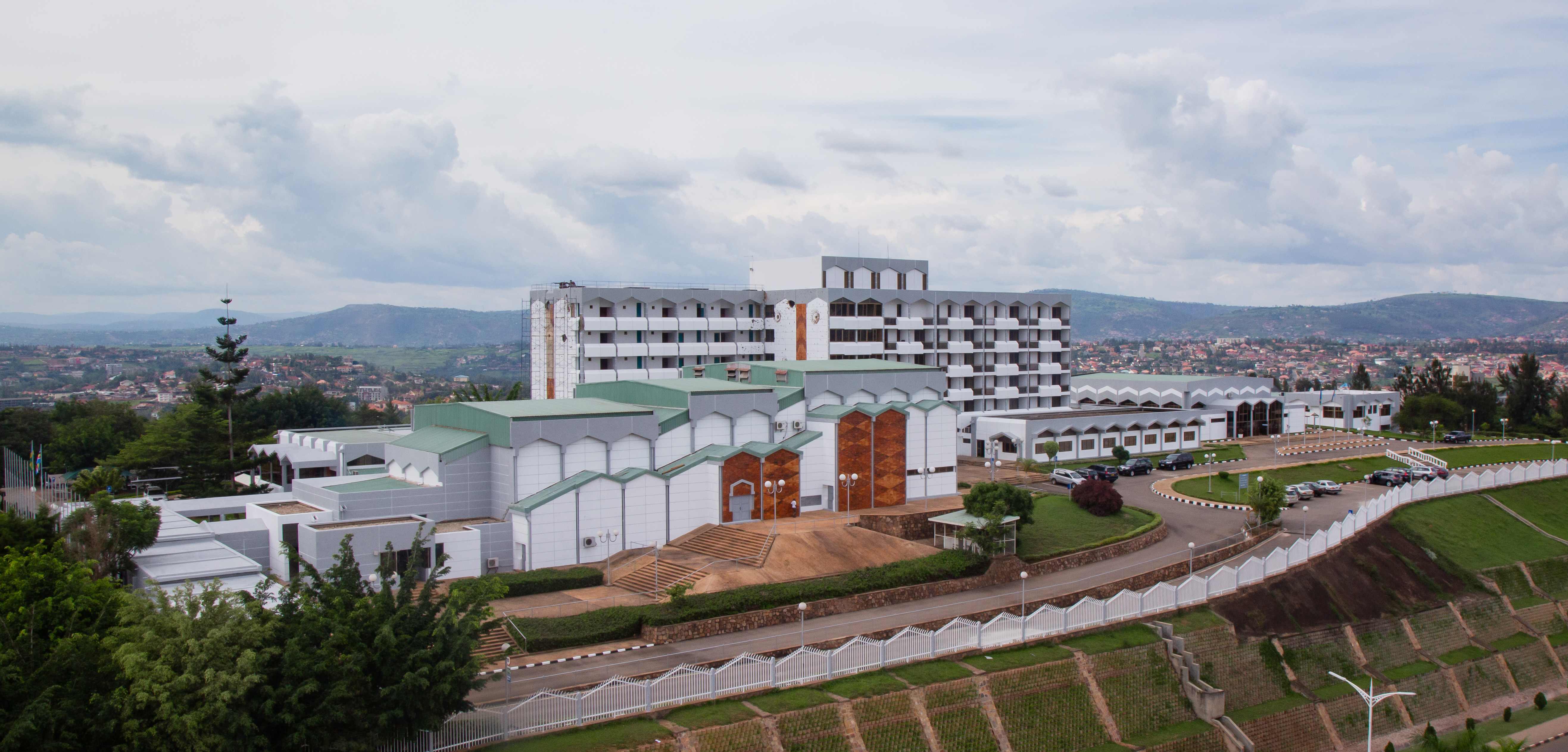
Parlament von Ruanda in Kamukina, Kimihurura (2019)

In der Zelle Kamukina des Sektors Kimihurura befindet sich das Parlament von Ruanda. Es stammt wie nur wenige Regierungsgebäude noch aus der Zeit vor dem Völkermord von 1994. Der Genozid hinterließ seine Spuren in Form von Einschusslöchern an der weißen Fassade, die als Mahnung erhalten wurden. Im Sektor Kimihurura finden sich auch zahlreiche Ministerien Ruandas, darunter das Ministry of Defence (Verteidigungsministerium), das Ministry of Foreign Affairs and International Cooperation („Ministerium für auswärtige Angelegenheiten und internationale Zusammenarbeit“), das Ministry of Infrastructure (Infrastrukturministerium) und das Justizministerium. Im Sektor Kacyiru befindet sich der Sitz des Bildungsministeriums und der Hauptsitz der Rwanda National Police.
Im Osten des Sektors Kacyiru liegt das King Faisal Hospital und in Kibagabaga im Sektor Kimironko das Krankenhaus Kibagabaga. An der Kigali 11 Avenue in Nyagatovu befindet sich zudem das College of Medicine and Health Sciences und im Sektor Gisozi die Université Libre de Kigali (ULK) und die internationale Schule École Belge de Kigali.

## Wirtschaft und Verkehr
In Rugando in Kimihurura liegt das im Juli 2016 eröffnete Kigali Convention Centre, ein Wahrzeichen der Stadt Kigali, das seit 2024 auf der Vorderseite der 5000-Francs-Banknote Ruandas abgebildet ist. Der Bau des nachts in den Farben der Flagge Ruandas beleuchteten Kongresszentrums begann 2009 und kostete rund 300 Millionen US-Dollar. Ein beliebtes Touristenziel ist zudem der Kimironko-Markt in Bibare, der größte der offiziell ausgewiesenen Märkte im Distrikt. Auf dem Mont Jali wurde 2007 in Partnerschaft mit den Stadtwerke Mainz AG das Photovoltaik-Kraftwerk Kigali Solaire mit einer Leistung vom 250 kW errichtet. Zum Zeitpunkt der Fertigstellung war es die größte Photovoltaik-Anlage Afrikas. Im Sektor Gatsata im Westen des Distrikts gibt es zahlreiche Autowerkstätten. Wegen nicht ausreichender Entsorgungssysteme gelangen dort umweltschädliche Abfälle, darunter Öl und Schwermetalle wie Chrom, Cadmium und Blei, in den nahegelegenen Fluss Nyabugogo und das umgebende Feuchtgebiet. Noch größere Umweltprobleme bestehen durch die nahe dem Fluss gelegene Nduba-Mülldeponie in Muremure im Sektor Nduba, da von dieser aus Chemikalien ins Grundwasser sickern und weiter in den Fluss gelangen. Die offene Mülldeponie soll durch eine moderne Abfallaufbereitungsanlage im Wert von 67 Millionen Euro ersetzt werden (Stand Juni 2025). Zudem wurde eine neue Abwasseraufbereitungsanlage in Giticyinyoni gebaut.
Durch den Westen des Distrikts verläuft in Nord-Süd-Richtung die Nationalstraße 3 und entlang der Südostgrenze des Distrikts die Nationalstraße 4. Die Nationalstraße 3 überquert den Nyabugogo im Süden des Sektors Gatsata.

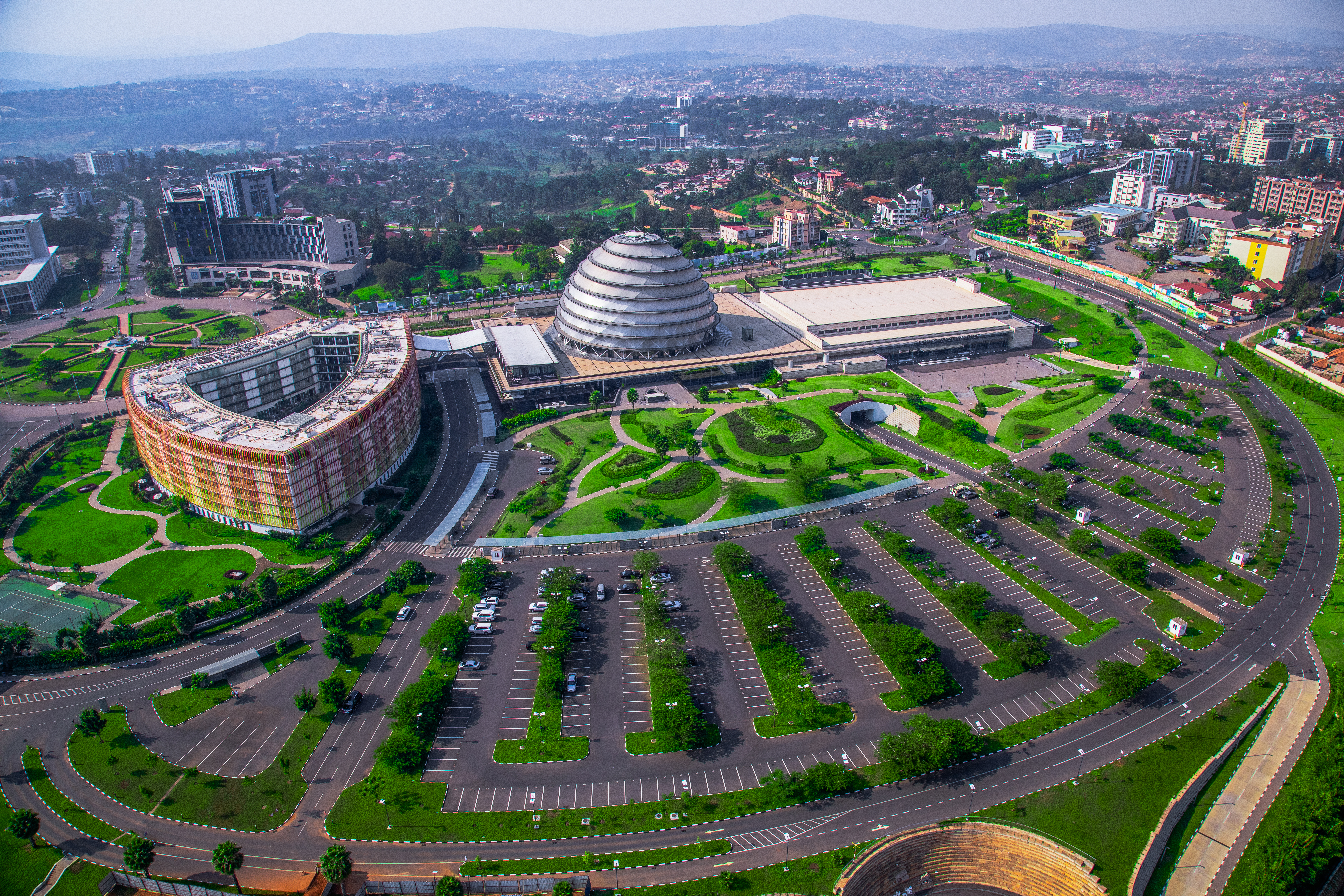
Kigali Convention Centre in Kimihurura
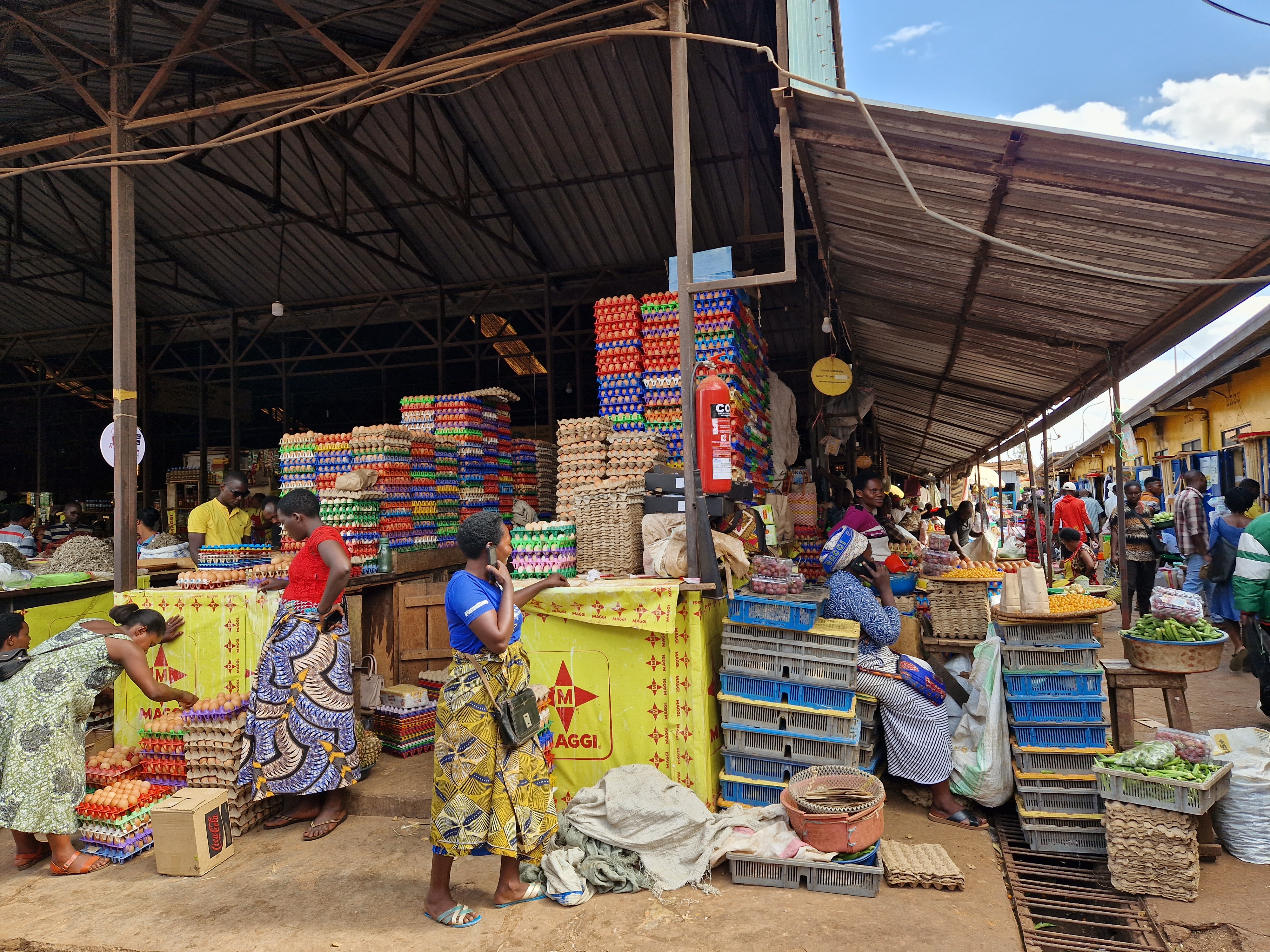
Der Kimironko-Markt im Sektor Kimironko (2023)
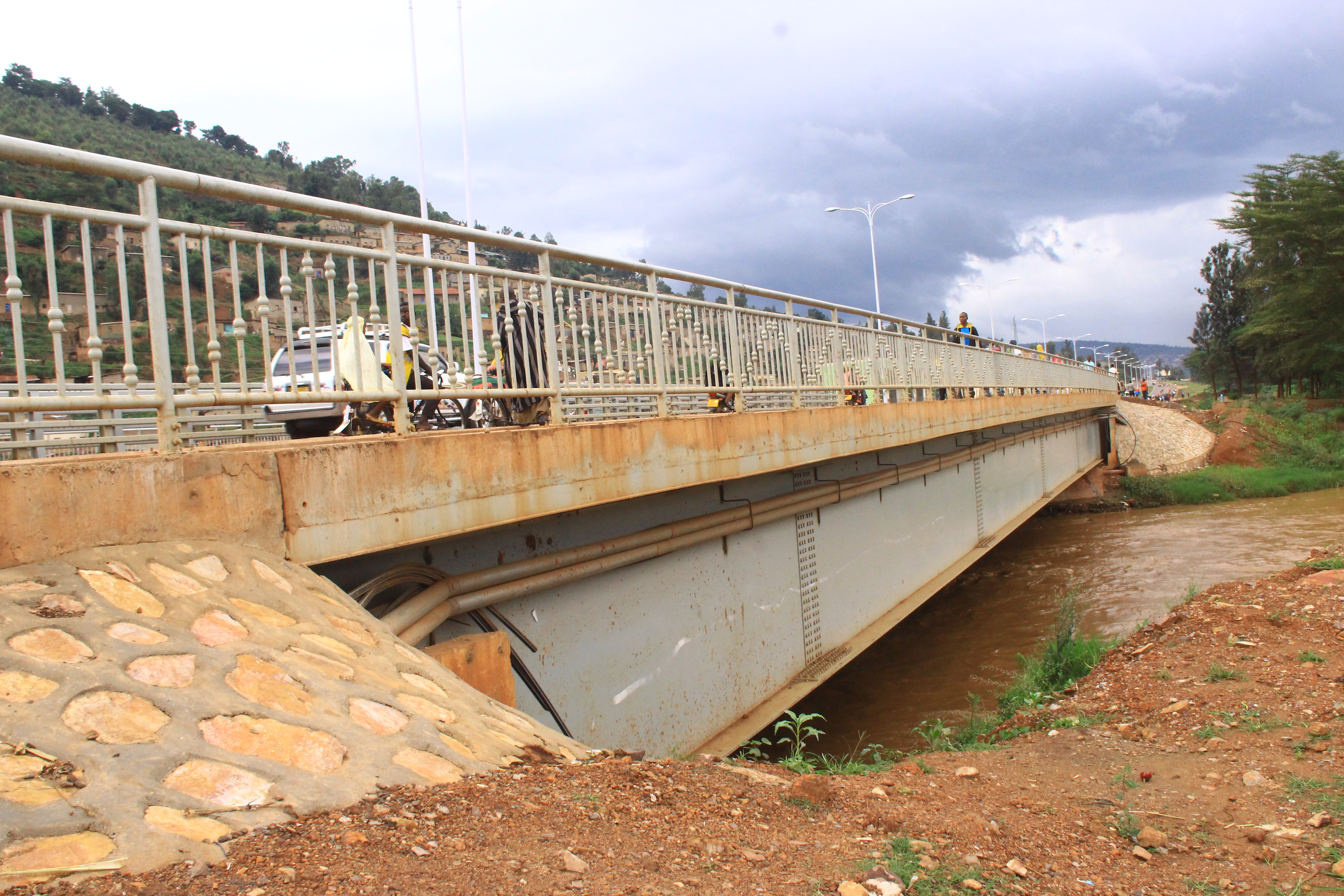
Brücke an der Nationalstraße 3 über den Nyabugogo im Süden des Sektors Gatsata an der Grenze zu Kimisagara
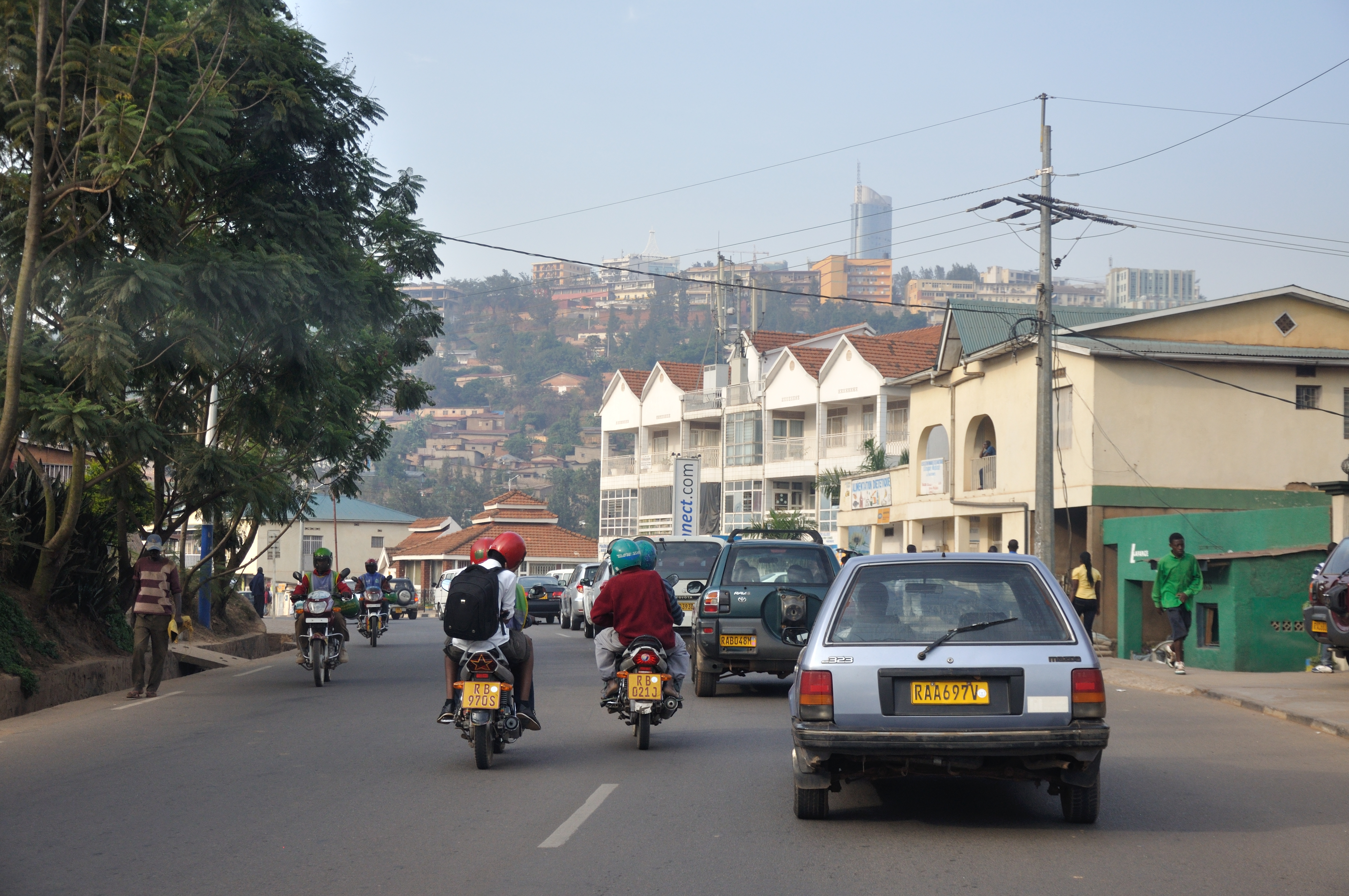
Straße im Sektor Kacyiru mit Blick auf den Kigali City Tower im Sektor Nyarugenge